# 消化腺
消化腺泛指分泌消化液的腺體：
- 唾腺：分泌唾液
- 胃腺（英语：Fundic glands）：分泌胃液 （胃酸）
- 肝臟：分泌膽汁
- 胰腺：分泌胰液
- 利貝昆氏腺：分泌腸液
  - 布倫納氏腺
- 肝胰脏